# Weesperbrug
De Weesperbrug is een vaste stalen boogbrug over het Amsterdam-Rijnkanaal en is onderdeel van de provinciale weg N236.

## Geschiedenis
In 1892 werd het Merwedekanaal geopend waardoor de verbinding tussen Geinbrug en Weesp werd onderbroken. In het verlengde van het Zandpad Driemond verscheen ten noorden van de huidige brug een draaibrug naar Weesp.
Een nieuwe brug was nodig vanwege de vergroting van het Merwedekanaal tot het Amsterdam-Rijnkanaal, een proces dat nog tot na de Tweede Wereldoorlog zou gaan duren. In 1937 werd een nieuwe vaste stalen boogbrug voor het verkeer geopend waarbij het verkeer over een nieuwe weg, de huidige N236, werd gevoerd in plaats van over het zandpad Driemond waarbij de draaibrug in 1938 verdween. De brug verbindt het destijds onder Weesperkarspel maar sinds 1966 onder Amsterdam vallende dorp Driemond met Weesp sinds 24 maart 2022 ook gemeente Amsterdam. Aan de westzijde begint de oprit van de brug bij de kruising van het Gein met de Gaasp bij het Zandpad Driemond en aan de oostzijde kan men na de brugafrit met een haarspeldbocht de Oostelijke Kanaaldijk bereiken richting Nigtevecht of in de andere richting naar de Rijnkade in Weesp.
Rijkswaterstaat heeft in 2013 een nieuwe brug laten plaatsen waarbij de laatste afrondende werkzaamheden nog dat jaar plaatsvonden. De nieuwe Weesperbrug is breder uitgevoerd dan de oude brug en heeft ook een ruimere doorvaarthoogte voor de scheepvaart.
GVB buslijn 49 rijdt over de brug en Syntus Utrecht buurtbus 522 richting Nigtevecht rijdt onder de brug.